# Castro clone
Nello gergo LGBT, un Castro clone o più semplicemente clone è un uomo omosessuale che appare, nell'abbigliamento e nello stile, simile ad un individuo della classe lavoratrice idealizzato ed ipermascolino. Il termine, nato alla fine degli anni settanta, deriva da Castro, quartiere della comunità gay di San Francisco.
Tra coloro che adottarono questa moda vi fu Freddie Mercury.